# Way Back Home
Way Back Home è un film del 1931 diretto da William A. Seiter. La sceneggiatura di Jane Murfin si basa su un racconto della stessa scrittrice che era anche una nota commediografa.

## Produzione
La lavorazione del film, che fu prodotto dalla RKO Radio Pictures con il titolo di lavorazione Other People's Business, cominciò all'inizio di agosto 1931.

## Distribuzione
Il copyright del film, richiesto dalla RKO Radio Pictures, Inc., fu registrato il 2 novembre 1931 con il numero LP2599.
Distribuito dalla RKO Radio Pictures, il film uscì nelle sale degli Stati Uniti il 13 novembre 1931.